# Díocles de Cnidos
Díocles (grec antic: Διοκλῆς, llatí: Diocles) fou un filòsof de l'antiga Grècia pertanyent a l'escola platònica i conegut solament per una referència d'Eusebi de Cesarea, que l'esmenta com a autor d'unes Diatribes (grec antic: Διατριβαί, 'discussions').